# 美濃市立昭和中学校
美濃市立昭和中学校（みのしりつ　しょうわちゅうがっこう）は、岐阜県美濃市にある公立中学校。

## 沿革
- 1947年（昭和22年）
  - 4月1日 - 武儀郡大矢田村と藍見村で学校組合を設置し、大矢田村藍見村組合立中学校として開校。
  - 5月3日 - 開校式を行う。
- 1948年（昭和23年）
  - 2月20日 - 大矢田村藍見村組合立昭和中学校に改称する。
  - 3月 - 大矢田村977[注釈 1]に校舎を新築し、移転。
- 1954年（昭和29年）4月1日 - 美濃町、洲原村、下牧村、上牧村、大矢田村、藍見村、中有知村が合併し、美濃市が発足。同時に美濃市立昭和中学校に改称する。
- 1983年（昭和58年） - 現在地に校舎（鉄筋コンクリート造）を新築し、移転。

## 通学区域[1]
- 大矢田
- 楓台
- もみじが丘
- 極楽寺
- 笠神
- 横越
- 藍川

## 進学前小学校
- 大矢田小学校
- 藍見小学校

## 交通アクセス
- 岐阜バス

高美線「日本トムソン前」バス停より徒歩約10分。

## 統合計画
- 少子化が急速に進んでいることもあり、美濃中学校と昭和中学校を統合する計画である。2025年時点では2030年4月までの統合を目指している[2]。